# Анте Ребич
Анте Ребич (хорв. Ante Rebić, нар. 21 вересня 1993, Спліт) — хорватський футболіст, центральний нападник клубу «Лечче».

## Клубна кар'єра
Народився 21 вересня 1993 року в місті Спліт. Вихованець юнацьких команд футбольних клубів «Віньяни», «Імотський» та «Спліт».
У дорослому футболі дебютував 2011 року виступами за команду клубу «Спліт», в якій провів три сезони, взявши участь у 54 матчах чемпіонату. Більшість часу, проведеного в її складі, був основним гравцем атакувальної ланки команди.
У серпні 2013 року перейшов до італійської «Фіорентини», з якою уклав п'ятирічний контракт. До завершення сезону 2013/14 провів за «фіалок» лише 5 матчів чемпіонату, відзначившись одним забитим голом. Тому на наступний сезон був відданий в оренду до німецького «РБ Лейпциг» з Другої Бундесліги, де також не став гравцем основного складу. Повернувшись з оренди до «Фіорентини» влітку 2015, знову отримав шанс заграти за її основну команду, проте, забивши ще один гол у чергових чотирьох матчах італійської першості, не зміг переконати тренерський штаб розраховувати на нього як гравця «основи». Тому другу половину сезону 2015/16 знову провів в оренді, цього разу у «Вероні».
Влітку 2016 року повернувся до Німеччини, де його запросили на умовах оренди до франкфуртського «Айнтрахта», в якому хорват нарешті отримав довіру тренерського штабу, попри низьку результативність. Влітку 2017 року його оренду було подовжено, а ще за рік «Айнтрахт» скористався опцією викупу контракту Ребича. У складі франкфуртської команди став володарем Кубка Німеччини 2017/18.
2 вересня на умовах оренди з правом викупу приєднався до «Мілана».

## Виступи за збірні
2011 року дебютував у складі юнацької збірної Хорватії, взяв участь у 8 іграх на юнацькому рівні, відзначившись 3 забитими голами.
З 2012 року залучався до складу молодіжної збірної Хорватії. На молодіжному рівні зіграв у 9 офіційних матчах, забив 5 голів.
2013 року дебютував в офіційних матчах у складі національної збірної Хорватії. Наступного року був учасником чемпіонату світу 2014, де виходив на заміну в усіх трьох матчах групового етапу, проте не зміг допомогти «картатим» пробитися до стадії плей-оф.
На наступну світову першість 2018 року поїхав вже як гравець стартового складу. На 53-й хвилині другого матчу групового етапу проти фіналістів попереднього чемпіонату світу, аргентинців, відкрив рахунок зустрічі, поклавши початок розгрому суперника з рахунком 3:0. За результатами мундіалю став у складі збірної віцечемпіоном світу.

## Статистика виступів

### Статистика клубних виступів
Станом на 4 червня 2023 року
| Сезон                  | Команда                  | Чемпіонат              | Чемпіонат | Чемпіонат | Національний кубок | Національний кубок | Національний кубок | Континентальні кубки | Континентальні кубки | Континентальні кубки | Інші змагання | Інші змагання | Інші змагання | Усього | Усього |
| Сезон                  | Команда                  | Ліга                   | Ігор      | Голів     | Ліга               | Ігор               | Голів              | Ліга                 | Ігор                 | Голів                | Ліга          | Ігор          | Голів         | Ігор   | Голів  |
| ---------------------- | ------------------------ | ---------------------- | --------- | --------- | ------------------ | ------------------ | ------------------ | -------------------- | -------------------- | -------------------- | ------------- | ------------- | ------------- | ------ | ------ |
| 2010–11                | «Спліт»                  | ПЛ                     | 1         | 1         | КХ                 | 0                  | 0                  | -                    | -                    | -                    | -             | -             | -             | 1      | 1      |
| 2011–12                | «Спліт»                  | ПЛ                     | 20        | 5         | КХ                 | 1                  | 0                  | ЛЄ                   | 3                    | 0                    | -             | -             | -             | 24     | 5      |
| 2012–13                | «Спліт»                  | ПЛ                     | 29        | 11        | КХ                 | 1                  | 1                  | -                    | -                    | -                    | -             | -             | -             | 30     | 12     |
| лип.-сер. 2013         | «Спліт»                  | ПЛ                     | 4         | 0         | КХ                 | 0                  | 0                  | -                    | -                    | -                    | -             | -             |               | 4      | 0      |
| Усього за «Спліт»      | Усього за «Спліт»        | Усього за «Спліт»      | 54        | 16        |                    | 3                  | 2                  |                      | 3                    | 0                    |               | 0             | 0             | 60     | 18     |
| сер. 2013–14           | «Фіорентіна»             | A                      | 4         | 1         | КІ                 | 1                  | 1                  | ЛЄ                   | 0                    | 0                    | -             | -             | -             | 5      | 2      |
| 2014–15                | → «РБ Лейпциг»           | 2 БЛ                   | 10        | 0         | КН                 | 1                  | 0                  | -                    | -                    | -                    | -             | -             | -             | 11     | 0      |
| 2015-січ. 2016         | «Фіорентіна»             | A                      | 4         | 1         | КІ                 | 1                  | 0                  | ЛЄ                   | 2                    | 0                    | -             | -             | -             | 7      | 1      |
| Усього за «Фіорентіну» | Усього за «Фіорентіну»   | Усього за «Фіорентіну» | 8         | 2         |                    | 2                  | 1                  |                      | 2                    | 0                    |               | -             | -             | 12     | 3      |
| січ.-черв. 2016        | → «Верона»               | A                      | 10        | 0         | КІ                 | 0                  | 0                  | -                    | -                    | -                    | -             | -             | -             | 10     | 0      |
| 2016–17                | → «Айнтрахт» (Франкфурт) | БЛ                     | 24        | 2         | КН                 | 4                  | 1                  | -                    | -                    | -                    | -             | -             | -             | 28     | 3      |
| 2017–18                | → «Айнтрахт» (Франкфурт) | БЛ                     | 25        | 6         | КН                 | 3                  | 3                  | -                    | -                    | -                    | -             | -             | -             | 28     | 9      |
| 2018–19                | «Айнтрахт» (Франкфурт)   | БЛ                     | 28        | 9         | КН                 | 0                  | 0                  | ЛЄ                   | 9                    | 1                    |               | 1             | 0             | 38     | 10     |
| 2019–20                | «Айнтрахт» (Франкфурт)   | БЛ                     | 1         | 0         | КН                 | 1                  | 3                  | ЛЄ                   | 4                    | 0                    |               | –             | –             | 6      | 3      |
| Усього за «Айнтрахт»   | Усього за «Айнтрахт»     | Усього за «Айнтрахт»   | 78        | 17        |                    | 8                  | 7                  |                      | 13                   | 1                    |               | 1             | 0             | 100    | 25     |
| січ.-липень 2020       | → «Мілан»                | A                      | 26        | 11        | КІ                 | 4                  | 1                  | -                    | -                    | -                    | -             | -             | -             | 30     | 12     |
| 2020–21                | «Мілан»                  | A                      | 27        | 11        | КІ                 | 1                  | 0                  | ЛЄ                   | 5                    | 0                    | -             | -             | -             | 33     | 11     |
| 2021–22                | «Мілан»                  | A                      | 24        | 2         | КІ                 | 3                  | 0                  | ЛЧ                   | 2                    | 1                    | -             | -             | -             | 29     | 3      |
| 2022–23                | «Мілан»                  | A                      | 23        | 3         | КІ                 | 0                  | 0                  | ЛЧ                   | 7                    | 0                    | СІ            | 1             | 0             | 31     | 3      |
| Усього за «Мілан»      | Усього за «Мілан»        | Усього за «Мілан»      | 100       | 27        |                    | 8                  | 1                  |                      | 14                   | 1                    |               | 1             | 0             | 123    | 29     |
| Усього за кар'єру      | Усього за кар'єру        | Усього за кар'єру      | 261       | 63        |                    | 22                 | 11                 |                      | 32                   | 2                    |               | 2             | 0             | 317    | 76     |

### Статистика виступів за збірну
Станом на 19 листопада 2019 року
| Дата       | Місто           | Господарі   | Результат               | Гості       | Турнір                               | Голи | Примітки  |
| ---------- | --------------- | ----------- | ----------------------- | ----------- | ------------------------------------ | ---- | --------- |
| 14-8-2013  | Вадуц           | Ліхтенштейн | 2 – 3                   | Хорватія    | товариський матч                     | 1    | 63'       |
| 15-11-2013 | Рейк'явік       | Ісландія    | 0 – 0                   | Хорватія    | Відбір до ЧС 2014                    | -    | 72'       |
| 19-11-2013 | Загреб          | Хорватія    | 2 – 0                   | Ісландія    | Відбір до ЧС 2014                    | -    | 75'       |
| 31-5-2014  | Осієк           | Хорватія    | 2 – 1                   | Малі        | товариський матч                     | -    | 67'       |
| 6-6-2014   | Сальвадор       | Хорватія    | 1 – 0                   | Австралія   | товариський матч                     | -    | 66'       |
| 12-6-2014  | Сан-Паулу       | Бразилія    | 3 – 1                   | Хорватія    | ЧС 2014 - 1-й етап                   | -    | 78'       |
| 19-6-2014  | Манаус          | Камерун     | 0 – 4                   | Хорватія    | ЧС 2014 - 1-й етап                   | -    | 78'       |
| 23-6-2014  | Ресіфі          | Хорватія    | 1 – 3                   | Мексика     | ЧС 2014 - 1-й етап                   | -    | 70' 90'   |
| 7-6-2015   | Вараждин        | Хорватія    | 4 – 0                   | Гібралтар   | товариський матч                     | -    | 46'       |
| 12-6-2015  | Спліт           | Хорватія    | 1 – 1                   | Італія      | Відбір до ЧЄ 2016                    | -    | 46' 82'   |
| 9-11-2017  | Загреб          | Хорватія    | 4 – 1                   | Греція      | Відбір до ЧС 2018                    | -    | 76'       |
| 12-11-2017 | Пірей           | Греція      | 0 – 0                   | Хорватія    | Відбір до ЧС 2018                    | -    | 86'       |
| 24-3-2018  | Маямі           | Перу        | 2 – 0                   | Хорватія    | товариський матч                     | -    | 77'       |
| 28-3-2018  | Арлінгтон       | Мексика     | 0 – 1                   | Хорватія    | товариський матч                     | -    | 71'       |
| 3-6-2018   | Ліверпуль       | Бразилія    | 2 – 0                   | Хорватія    | товариський матч                     | -    | 64'       |
| 8-6-2018   | Осієк           | Хорватія    | 2 – 1                   | Сенегал     | товариський матч                     | -    | 61'       |
| 16-6-2018  | Калінінград     | Хорватія    | 2 – 0                   | Нігерія     | ЧС 2018 - 1-й етап                   | -    | 79'       |
| 21-6-2018  | Нижній Новгород | Аргентина   | 0 – 3                   | Хорватія    | ЧС 2018 - 1-й етап                   | 1    | 39' — 57' |
| 1-7-2018   | Нижній Новгород | Хорватія    | 1 – 1 д.ч. (3 - 2 п.п.) | Данія       | ЧС 2018 - 1/8 фіналу                 | -    |           |
| 7-7-2018   | Сочі            | Росія       | 2 – 2 д.ч. (3 - 4 п.п.) | Хорватія    | ЧС 2018 - чвертьфінал                | -    |           |
| 11-7-2018  | Москва          | Хорватія    | 2 – 1 д.ч.              | Англія      | ЧС 2018 - півфінал                   | -    | 96' 101'  |
| 15-7-2018  | Москва          | Франція     | 4 – 2                   | Хорватія    | ЧС 2018 - Фінал                      | -    | 71'       |
| 12-10-2018 | Рієка           | Хорватія    | 0 – 0                   | Англія      | Ліга націй УЄФА 2018-2019 - 1-й етап | -    | 80'       |
| 15-10-2018 | Рієка           | Хорватія    | 2 – 1                   | Йорданія    | товариський матч                     | -    | 64'       |
| 15-11-2018 | Загреб          | Хорватія    | 3 – 2                   | Іспанія     | Ліга націй УЄФА 2018-2019 - 1-й етап | -    | 70' 74'   |
| 18-11-2018 | Лондон          | Англія      | 2 – 1                   | Хорватія    | Ліга націй УЄФА 2018-2019 - 1-й етап | -    | 46'       |
| 21-3-2019  | Загреб          | Хорватія    | 2 – 1                   | Азербайджан | Відбір до ЧЄ 2020                    | -    | 69'       |
| 24-3-2019  | Будапешт        | Угорщина    | 2 – 1                   | Хорватія    | Відбір до ЧЄ 2020                    | 1    | 67'       |
| 6-9-2019   | Трнава          | Словаччина  | 0 – 4                   | Хорватія    | Відбір до ЧЄ 2020                    | -    | 70'       |
| 9-9-2019   | Баку            | Азербайджан | 1 – 1                   | Хорватія    | Відбір до ЧЄ 2020                    | -    | 86'       |
| 10-10-2019 | Спліт           | Хорватія    | 3 – 0                   | Угорщина    | Відбір до ЧЄ 2020                    | -    |           |
| 13-10-2019 | Кардіфф         | Уельс       | 1 – 1                   | Хорватія    | Відбір до ЧЄ 2020                    | -    | 63'       |
| 16-11-2019 | Рієка           | Хорватія    | 3 – 1                   | Словаччина  | Відбір до ЧЄ 2020                    | -    | 43' 54'   |
| 19-11-2019 | Пула            | Хорватія    | 2 – 1                   | Грузія      | товариський матч                     | -    |           |
| Усього     |                 | Матчів      | 34                      |             | Голів                                | 3    |           |

| Дата       | Місто         | Господарі | Результат | Гості    | Турнір                             | Голи | Примітки  |
| ---------- | ------------- | --------- | --------- | -------- | ---------------------------------- | ---- | --------- |
| 10-9-2012  | Аліканте      | Іспанія   | 6 – 0     | Хорватія | Кваліфікація молодіжного Євро-2013 | -    | 46'       |
| 24-3-2013  | Вараждин      | Хорватія  | 3 – 0     | Швеція   | Товариський матч                   | 1    | 70'       |
| 9-9-2013   | Львів         | Україна   | 0 – 2     | Хорватія | Кваліфікація молодіжного Євро-2015 | 1    | 78'       |
| 14-10-2013 | Лугано        | Швейцарія | 0 – 2     | Хорватія | Кваліфікація молодіжного Євро-2015 | -    | 46'       |
| 28-5-2014  | Загреб        | Хорватія  | 1 – 1     | Україна  | Кваліфікація молодіжного Євро-2015 | 1    |           |
| 3-9-2014   | Єлгава        | Латвія    | 1 – 3     | Хорватія | Кваліфікація молодіжного Євро-2015 | 1    | 85' — 89' |
| 10-10-2014 | Вулвергемптон | Англія    | 2 – 1     | Хорватія | Кваліфікація молодіжного Євро-2015 | -    |           |
| 14-10-2014 | Вінковці      | Хорватія  | 1 – 2     | Англія   | Кваліфікація молодіжного Євро-2015 | -    | 34'       |
| Усього     |               | Матчів    | 8         |          | Голів                              | 4    |           |

## Титули і досягнення
- Чемпіон Італії (1):

«Мілан»: 2021–22
- Володар Кубка Німеччини (1):

«Айнтрахт» (Франкфурт-на-Майні): 2017-18
- Віце-чемпіон світу: 2018